# Zászlóalj

A NATO térképészeti jelölése a baráti zászlóaljra a felső két vonal (jelen képen lövész zászlóalj látható)

A zászlóalj több századból álló szárazföldi katonai egység. Több (2-4) zászlóalj tesz ki egy ezredet vagy dandárt. Vannak önállóan és kötelékben működő zászlóaljak. Egy zászlóalj létszáma körülbelül 400-800 fő, parancsnoka rendszerint őrnagy, önálló zászlóalj esetén alezredes, esetleg ezredes. A harcoló alegységeken kívül több támogató alegységet (harcbiztosító és logisztikai alegységeket) és parancsnoki törzset is magában foglal. 
 A védőkörletének szélessége legfeljebb öt, a mélysége pedig három kilométerig terjed.
A zászlóaljszintű tüzér egységeket tüzérosztálynak nevezik. A lovasságnál a huszárosztály megnevezés honosodott meg a 18. században. Addig „svadron”-nak nevezték.

## A zászlóaljak típusai a rendeltetésük szerint (a teljességi igénye nélkül)
- lövészzászlóalj
- gépkocsizó lövészzászlóalj (gumikerekes páncélozott szállító harcjárművel (PSZH) felszerelt alegység)
- gépesített lövészzászlóalj (lánctalpas gyalogsági harcjárművel felszerelt alegység)
- felderítő zászlóalj (mélységi és csapatfelderítő századokkal, RÁF-századdal, harcászati hírszerző századdal, EHV-századdal, UAV-századdal felszerelt alegység)
- különleges műveleti zászlóalj
- harcihelikopter-zászlóalj (AH-64 Apache, vagy Mi-24-es harci helikopterrel felszerelt alegység)
- szállítóhelikopter-zászlóalj(Mi-8, Mi 17, Mi-26, UH–60 Black Hawk
- harckocsizászlóalj (M1 Abrams, Leopard 2, T-72)
- műszaki utász zászlóalj
- műszaki építő zászlóalj
- híradó zászlóalj
- vezetésbiztosító zászlóalj
- ágyútarackos tüzérosztály
- önjáró tüzérosztály (2SZ1 Gvozgyika, 2SZ3 Akácija, M109A6 Paladin, PzH-2000)
- sorozatvető tüzérosztály (BM-21-es harcigép)

## Fordítás
- Ez a szócikk részben vagy egészben  a   Battalion című angol Wikipédia-szócikk fordításán alapul.  Az eredeti cikk szerkesztőit annak laptörténete sorolja fel. Ez a jelzés csupán a megfogalmazás eredetét és a szerzői jogokat jelzi, nem szolgál a cikkben szereplő információk forrásmegjelöléseként.